# Vasyl Makuch
Vasyl Omeljanovyč Makuch (ukrajinsky Василь Омелянович Макух; 14. listopadu 1927, Kariv, Lvovská oblast – 5. listopadu 1968, Kyjev, SSSR) byl ukrajinský občan, jenž se v listopadu roku 1968 sebeupálil v centru Kyjeva na protest proti sovětské okupaci Československa a kvůli rusifikaci Ukrajiny.

## Život
Vasyl Makuch pocházel z vlastenecky smýšlející rodiny a zapojil se do národního hnutí, které usilovalo o osamostatnění Ukrajiny. Pod vlivem svého otce a sousedů vstoupil v roce 1944 do řad Ukrajinské povstalecké armády (UPA), kde sloužil v rozvědce pod krycím jménem Mykola. Dne 15. února 1946 byl během boje postřelen a zatčen NKVD. Prošel krutými výslechy ve lvovské věznici a 11. července 1946 byl vojenským tribunálem odsouzen k deseti letům nucených prací, jejichž většinu strávil v sibiřských táborech. Po propuštění z vězení 18. července 1955 byl deportován do vyhnanství.
Ve vyhnanství se potkal s Lidijí Zaparou, se kterou se později oženil. Nesměl se vrátit domů, proto se mladá rodina usadila ve městě Dnipro, odkud pocházela Lidija. V roce 1960 se jim narodila dcera Olha a v roce 1964 syn Volodymyr.
V říjnu 1968 si vzal Makuch dovolenou. Doma se rozloučil se ženou a dětmi: „Pokud se mi něco stane, vězte, že vás všechny velmi miluji,“ řekl a jel navštívit své rodiče a sestru na západní Ukrajinu. Odtamtud se nevrátil do Dnipra, ale odjel do Kyjeva. Dne 5. listopadu 1968 se Makuch na Chreščatyku, u vchodu do domu číslo 27, v blízkosti Bessarabského tržiště, polil benzínem a zapálil. Byl v bezvědomí převezen do nemocnice, kde 6. listopadu zemřel v důsledku popálenin 70 % těla. Je pohřben v Dnipru.

## Ocenění
V únoru roku 2017 mu byla v Kyjevě odhalena pamětní deska, na níž je nápis: „на знак протесту проти комуністичного тоталітарного режиму й агресії СРСР проти Чехословаччини“ (česky: "Na protest proti komunistickému totalitnímu režimu a agresi SSSR vůči Československu").
Od května 2018 je po něm pojmenována lávka přes potok Botič v Praze. O pojmenování pěší lávky na začátku Ukrajinské ulice po disidentovi rozhodla před třemi lety – u příležitosti 50. výročí jeho upálení – Rada hlavního města Prahy.